# Да Діарра
Да Діарра (*д/н–1827) — 6-й фаама (володар) імперії Сегу в 1808—1827 роках. Відомий також як Да Каба.

## Життєпис
Походив з династії Нголосі. Син фаами Монсона Діарри. Замолоду брав участь у батьківських походах. 1808 року успадкував трон. Завершив війну проти Бассі Діакіте, володаря Саман'яни, яку розпочав його попередник. Потім завдав поразки Маріері, правителю місту-держави Діанколоні, у прикордонні з Каарта.
З 1818 року вступив у протистояння з альмамі Секу Амаду, володарем Масини. Останній атакував місто Нукума, столицю ардо (вождів фульбе), васалів фаами Да Діарра. Невдовзі у запеклій битві біля Нукуми військо Сегу зазнало нищівної поразки. Останній намагався боротися з Секу Амаду за регіон Мопті, але до 1819 року втратив важливе місто Дженне. Водночас вправно захищав місто Тімбукту та область навколо нього. Втім 1826 року зазнав поразки, втративши Тімбукту. Помер 1827 року. Йому спадкував брат Тіфоло Діарра.

## У мистецтві
- займає важливе місто в «Епосі бамбара з Сегу»
- з'являється в «Епопеї Бакаріджана Коне», свого воєначальника
- є головним антагоністом в епосі фульбе «Про Сіламаку і Пулорі»
- фільм 2010 року «Да Монсон, завоювання Саман'яни».